# Europese kampioenschappen shorttrack 2025
De Europese kampioenschappen shorttrack 2025 werden van 17 tot en met 19 januari 2025 georganiseerd in de Joynext Arena te Dresden, Duitsland.
Net als in het voorgaande twee jaar was er geen allroundtoernooi meer, slechts individuele afstanden en aflossingen.

## Medailles[1]

### Mannen
| Onderdeel            | Goud                                                                                | Goud | Zilver                                                                       | Zilver | Brons                                                | Brons           |
| -------------------- | ----------------------------------------------------------------------------------- | ---- | ---------------------------------------------------------------------------- | ------ | ---------------------------------------------------- | --------------- |
| 500 meter            | Jens van 't Wout                                                                    | NED  | Pietro Sighel                                                                | ITA    | Quentin Fercoq                                       | FRA             |
| 1000 meter           | Pietro Sighel                                                                       | ITA  | Jens van 't Wout                                                             | NED    | Luca Spechenhauser                                   | ITA             |
| 1500 meter           | Jens van 't Wout                                                                    | NED  | Sven Roes                                                                    | NED    | niet uitgereikt                                      | niet uitgereikt |
| 1500 meter           | Jens van 't Wout                                                                    | NED  | Stijn Desmet                                                                 | BEL    | niet uitgereikt                                      | niet uitgereikt |
| 5000 meter aflossing | Thomas Nadalini Lorenzo Previtali Pietro Sighel Luca Spechenhauser Mattia Antonioli | ITA  | Łukasz Kuczyński Michał Niewiński Diané Sellier Neithan Thomas Paweł Adamski | POL    | Stijn Desmet Warre Noiron Ward Pétré Warre Van Damme | BEL             |

### Vrouwen
| Onderdeel            | Goud                                                                         | Goud | Zilver                                                                       | Zilver | Brons                                                                | Brons |
| -------------------- | ---------------------------------------------------------------------------- | ---- | ---------------------------------------------------------------------------- | ------ | -------------------------------------------------------------------- | ----- |
| 500 meter            | Petra Jászapáti                                                              | HUN  | Arianna Sighel                                                               | ITA    | Chiara Betti                                                         | ITA   |
| 1000 meter           | Arianna Fontana                                                              | ITA  | Petra Jászapáti                                                              | HUN    | Elisa Confortola                                                     | ITA   |
| 1500 meter           | Xandra Velzeboer                                                             | NED  | Gloria Ioriatti                                                              | ITA    | Elisa Confortola                                                     | ITA   |
| 3000 meter aflossing | Chiara Betti Elisa Confortola Arianna Fontana Gloria Ioriatti Arianna Sighel | ITA  | Sára Bácskai Petra Jászapáti Zsófia Kónya Maja Somodi Rebeka Sziliczei-Német | HUN    | Natalia Maliszewska Nikola Mazur Kamila Stormowska Gabriela Topolska | POL   |

### Gemengd
| Onderdeel            | Goud                                                                                        | Goud | Zilver                                                                                     | Zilver | Brons                                                                                              | Brons |
| -------------------- | ------------------------------------------------------------------------------------------- | ---- | ------------------------------------------------------------------------------------------ | ------ | -------------------------------------------------------------------------------------------------- | ----- |
| 2000 meter aflossing | Etienne Bastier Quentin Fercoq Aurélie Lévêque Cloé Ollivier Gwendoline Daudet Tawan Thomas | FRA  | Teun Boer Zoë Deltrap Jens van 't Wout Michelle Velzeboer Sjinkie Knegt Diede van Oorschot | NED    | Natalia Maliszewska Michał Niewiński Diané Sellier Kamila Stormowska Łukasz Kuczyński Nikola Mazur | POL   |

### Medaillespiegel
| #      | Land      | Goud | Zilver | Brons | Totaal |
| ------ | --------- | ---- | ------ | ----- | ------ |
| 1      | Italië    | 4    | 3      | 4     | 11     |
| 2      | Nederland | 3    | 3      | 0     | 6      |
| 3      | Hongarije | 1    | 2      | 0     | 3      |
| 4      | Frankrijk | 1    | 0      | 1     | 2      |
| 5      | Polen     | 0    | 1      | 2     | 3      |
| 6      | België    | 0    | 1      | 1     | 2      |
| Totaal | Totaal    | 9    | 10     | 8     | 27     |

Malmö 1997 · 
Boedapest 1998 · 
Oberstdorf 1999 · 
Bormio 2000 · 
Den Haag 2001 · 
Grenoble 2002 · 
Sint-Petersburg 2003 · 
Zoetermeer 2004 · 
Turijn 2005 · 
Krynica Zdrój 2006 · 
Sheffield 2007 ·
Ventspils 2008 · 
Turijn 2009 · 
Dresden 2010 · 
Heerenveen 2011 · 
Mladá Boleslav 2012 · 
Malmö 2013 · 
Dresden 2014 · 
Dordrecht 2015 · 
Sotsji 2016 · 
Turijn 2017 · 
Dresden 2018 · 
Dordrecht 2019 · 
Debrecen 2020 · 
Gdańsk 2021 · 
Dresden 2022 · 
Gdańsk 2023 · 
Gdańsk 2024 · 
Dresden 2025